# Dorchester (Nebraska)
Dorchester – wieś w USA, w stanie Nebraska, w hrabstwie Saline.
Liczba mieszkańców w 2000 r. wynosiła 615, a powierzchnia 1,2 km².